# 静岡県立浜松みをつくし特別支援学校
静岡県立浜松みをつくし特別支援学校（しずおかけんりつ はままつみをつくしとくべつしえんがっこう）は、静岡県浜松市浜名区細江町広岡にある静岡県立の知的特別支援学校。旧静岡県立気賀高等学校跡地にある。

## 沿革

### 略歴
静岡県立浜松みをつくし特別支援学校は、2021年4月に知的特別支援学校として旧静岡県立気賀高等学校跡地に設置された。

### 年表
- 2021年4月1日 - 設置
- 2021年4月9日 - 開校式[1]

## アクセス
- 遠鉄バス引佐線「浜松みをつくし特別支援学校」停留所から徒歩約3分